# Reservatório Millerton
O Reservatório Millerton (em inglês:  Millerton Lake) é um lago artificial próximo da cidade de Friant nos Condados de Fresno e Madera, cerca de 15 milhas ao norte de Fresno, na Califórnia, Estados Unidos. Foi constituído pela Represa Friant no Rio San Joaquin. Parte do Central Valley Project, a represa foi construída pelos United States Bureau of Reclamation e concluída em 1942. O lago armazena água para irrigação, a qual é distribuída pelos canais Madera e Friant-Kern para o Vale de San Joaquin. Tem uma capacidade de 642 km³. Usos secundários incluem controle de enchentes e recreação, incluindo natação, pesca, esqui aquático e camping. Uma usina hidroelétrica de 25 MW operada pela Friant Power Authority produz eletricidade a partir de grandes vertedouros e duas usinas menores usam a água liberada por criadouros de peixes e para manter um fluxo mínimo no rio. 
Antes da construção da Represa Friant, no local onde hoje se situa o lago erguia-se a cidade de Millerton, a primeira sede do Condado de Fresno.